# AWF世界女子王座
AWF世界女子王座（エー・ダブリュー・エフせかいじょしおうざ）は、AWFが管理、認定していた王座。「AWF」は「American Wrestling Federation」の略。

## 歴史
1996年、アメリカのAWFが創設。AWFアメリカ大会で行われた初代王座決定戦に勝利したルナ・バションが初代王者になった。
1997年8月13日、I.W.A.JAPANの元川恵美（後の、さくらえみ）が獲得してI.W.A.JAPANに定着された。
1999年3月19日、吉本女子プロレスJd'の小杉夕子が獲得してJd'に定着された。
2002年4月26日、NEO女子プロレスの三田英津子が獲得してNEOに定着された。
2010年、王者のミス・モンゴルが返上。その後、チャンピオンベルトはI.W.A.JAPANの事務所に保管されていたが紛失してしまう。
2013年5月14日、骨董市でチャンピオンベルトが2000円で売られていたのを、さくらが発見して買い戻した。6月1日、I.W.A.JAPAN新宿FACE大会で第21代王座決定戦が行われて、さくらが第21代王者になった。9月22日、さくらえみが自身の保持しているAWF世界女子王座、王座決定戦の目処が立たず空位の状態が続いていたIWA世界ヘビー級王座とIWA世界ジュニアヘビー級王座による王座統一戦をすることを発表。11月16日、I.W.A.JAPAN新宿FACE大会で王座統一戦が行われて勝利した、さくらがIWA三冠統一王者になった。以降は体重と性別を問わない3つの王座を用いてタイトルマッチが行われている。

## 歴代王者
| 歴代   | 選手           | 戴冠回数 | 防衛回数 | 戴冠日付       | 獲得場所 （対戦相手・その他）                                                                                                   |
| ------ | -------------- | -------- | -------- | -------------- | --- |
| 初代   | ルナ・バション | 1        | 不明     | 1996年         | アメリカ 不明 |
| 第2代  | 元川恵美       | 1        | 不明     | 1997年8月13日  | 北沢タウンホール |
| 第3代  | 小杉夕子       | 1        | 不明     | 1999年3月19日  | 後楽園ホール |
| 第4代  | 藪下めぐみ     | 1        | 不明     | 1999年8月22日  | 川崎市体育館 |
| 第5代  | ザ・ブラディー | 1        | 不明     | 1999年10月6日  | 川崎市体育館 |
| 第6代  | 田村欣子       | 1        | 不明     | 1999年12月7日  | 北沢タウンホール |
| 第7代  | ザ・ブラディー | 2        | 不明     | 2000年1月10日  | 後楽園ホール 2000年5月3日返上                                                                                                   |
| 第8代  | 小杉夕子       | 2        | 不明     | 2000年5月3日   | 後楽園ホール 5人によるLSDマッチ 2000年8月返上                                                                                   |
| 第9代  | ドレイク森松   | 1        | 不明     | 2000年8月27日  | ディファ有明 4人によるLSDマッチ                                                                                                 |
| 第10代 | 藪下めぐみ     | 2        | 不明     | 2000年11月28日 | 後楽園ホール |
| 第11代 | 坂井澄江       | 1        | 0        | 2001年3月18日  | 後楽園ホール |
| 第12代 | ザ・ブラディー | 3        | 2        | 2001年4月29日  | 後楽園ホール |
| 第13代 | ファング鈴木   | 1        | 0        | 2001年12月15日 | ディファ有明 ザ・ブラディー、坂井澄江による3WAYマッチ 2001年12月15日返上                                                        |
| 第14代 | ザ・ブラディー | 4        | 0        | 2001年12月29日 | 後楽園ホール ファング鈴木 2002年1月返上                                                                                         |
| 第15代 | 坂井澄江       | 2        | 2        | 2002年1月27日  | ディファ有明 阿部幸江、KAZUKI、ファング鈴木による4WAY金網デスマッチ                                                             |
| 第16代 | 三田英津子     | 1        | 2        | 2002年4月26日  | 後楽園ホール |
| 第17代 | 元気美佐恵     | 1        | 5        | 2003年5月5日   | 後楽園ホール |
| 第18代 | タニー・マウス | 1        | 0        | 2004年6月26日  | 赤塚公会堂 |
| 第19代 | ジャガー横田   | 1        | 2        | 2004年07月21日 | 後楽園ホール 2010年7月11日返上                                                                                                  |
| 第20代 | ミス・モンゴル | 1        | 0        | 2010年7月11日  | 新宿FACE ジャガー横田、アップルみゆき、コマンド・ボリショイ、倉垣翼、阿部幸江、デスワーム（♀）による7WAYラダーマッチ 2010年返上 |
| 第21代 | さくらえみ     | 2        | 1        | 2013年6月1日   | 新宿FACE 河童小町 2013年11月16日にIWA三冠統一王座となる                                                                         |